# Tarascosaure
El tarascosaure (Tarascosaurus) és un gènere representat per una única espècie de dinosaure teròpode abelisàurid, Tarascosaurus salluvicus, que va viure a la fi del Cretaci, fa aproximadament 83 i 71 milions d'anys, durant el Campaniano, en el que avui és Europa. El seu nom prové de la tarasca, una espècie de drac del folklore del sud de França, regió on es van trobar les seves restes. Es calcula que Tarascosaurus mesurava aproximadament entre 7 i 9 metres de llarg. És conegut per unes poques restes fòssils fragmentaris, entre els quals es troben unes quantes vèrtebres caudals i dorsals, dents i un fèmur (holotip). L'hi classifica dins dels abelisáuridos a causa del coll del fèmur recte i a l'estructura cavernosa en les vèrtebres dorsals.
L'espècie va ser descoberta al sinclinal de Le Beausset, en sud de França, sent el primer abelisàurid descobert a l'hemisferi nord. Va ser nomenada i descrita en 1991 com Tarascosaurus salluvicus. El nom del gènere fa referència a la tarasque, un drac de la mitologia de la regió de Provença, al sud de França. L'espècie es va nomenar en honor dels Salluvianos, tribu gal·la dels voltants de Marsella.